# Antonio del Valle
Antonio del Valle (Flandes, segle xvii — segle xviii) fou un militar espanyol. Nascut a Flandes, en esclatar la Guerra de Successió Espanyola es posà de part de Felip V d'Espanya. Assolí el grau de mariscal de camp. En 1706 participà en la presa de Madrid quan fou abandonada per l'arxiduc Carles i en 1707 en la presa de València. Va ordenar destruir Quart de Poblet degut a la forta resistència que va oposar. De 1708 a 1715 fou nomenat Corregidor de València. Des del seu càrrec va portar a la pràctica la política castellanitzadora del Decret de Nova Planta de Melchor Rafael de Macanaz. El 1719 fou nomenat de manera interina Capità general de Catalunya, on va mantenir continus conflictes amb la Reial Audiència de Catalunya.